# Shorttrack-Weltcup 2002/03
Der Shorttrack-Weltcup 2002/03 war eine von der Internationalen Eislaufunion (ISU) veranstaltete Wettkampfserie im Shorttrack. Er begann am 18. Oktober 2002 im südkoreanischen Chuncheon und endete am 16. Februar 2003 im kanadischen Chicoutimi. Der Weltcup umfasste sechs Weltcupveranstaltungen in sechs Ländern.
Zu den Saisonhöhepunkten zählten die Europameisterschaften 2003 in Sankt Petersburg, die Weltmeisterschaften 2003 in Warschau und die Teamweltmeisterschaften 2003 in Sofia.

## Austragungsorte
Die Wettbewerbe fanden an sechs Austragungsorten auf drei Kontinenten statt. Im ersten Saisondrittel fand jeweils ein Weltcup im südkoreanischen Chuncheon und im chinesischen Peking, im zweiten Saisondrittel jeweils ein Weltcup im russischen Sankt Petersburg und im italienischen Bormio und zum Saisonfinale je ein Weltcup im US-amerikanischen Salt Lake City und im kanadischen Chicoutimi.

## Frauen

### Weltcup-Übersicht
| Datum                                                                           | Ort            | Disziplin      | Siegerin                                                                       | Zweite                                                                 | Dritte                                                                       |
| ------------------------------------------------------------------------------- | -------------- | -------------- | ------------------------------------------------------------------------------ | ---------------------------------------------------------------------- | ---------------------------------------------------------------------------- |
| 18. bis 20. Oktober 2002                                                        | Chuncheon      | 500 m          | Joo Min-jin                                                                    | Wang Chunlu                                                            | Wang Meng                                                                    |
| 18. bis 20. Oktober 2002                                                        | Chuncheon      | 1000 m         | Choi Eun-kyung                                                                 | Liu Xiao Ying                                                          | Cho Ha-ri                                                                    |
| 18. bis 20. Oktober 2002                                                        | Chuncheon      | 1500 m         | Choi Eun-kyung                                                                 | Liu Xiao Ying                                                          | Ewgenija Radanowa                                                            |
| 18. bis 20. Oktober 2002                                                        | Chuncheon      | 3000 m         | Choi Eun-kyung                                                                 | Ewgenija Radanowa                                                      | Fu Tianyu                                                                    |
| 18. bis 20. Oktober 2002                                                        | Chuncheon      | 3000 m Staffel | SüdkoreaKim Min-jee Choi Eun-kyung Cho Ha-ri Joo Min-jin                       | Volksrepublik ChinaFu Tianyu Liu Xiao Ying Wang Chunlu Wang Meng       | KanadaAnnie Perreault Alanna Kraus Tania Vicent Amélie Goulet-Nadon          |
| 18. bis 20. Oktober 2002                                                        | Chuncheon      | Team           | Südkorea                                                                       | Volksrepublik China                                                    | Kanada                                                                       |
| 25. bis 27. Oktober 2002                                                        | Peking         | 500 m          | Ewgenija Radanowa                                                              | Fu Tianyu                                                              | Wang Meng                                                                    |
| 25. bis 27. Oktober 2002                                                        | Peking         | 1000 m         | Choi Eun-kyung                                                                 | Fu Tianyu                                                              | Wang Meng                                                                    |
| 25. bis 27. Oktober 2002                                                        | Peking         | 1500 m         | Choi Eun-kyung                                                                 | Cho Ha-ri                                                              | Wang Meng                                                                    |
| 25. bis 27. Oktober 2002                                                        | Peking         | 3000 m         | Choi Eun-kyung                                                                 | Amélie Goulet-Nadon                                                    | Cho Ha-ri                                                                    |
| 25. bis 27. Oktober 2002                                                        | Peking         | 3000 m Staffel | Volksrepublik ChinaFu Tianyu Yang Yang (A) Wang Chunlu Wang Meng               | KanadaAnnie Perreault Alanna Kraus Tania Vicent Amélie Goulet-Nadon    | SüdkoreaKim Min-jee Choi Eun-kyung Cho Ha-ri Joo Min-jin                     |
| 25. bis 27. Oktober 2002                                                        | Peking         | Team           | Volksrepublik China                                                            | Südkorea                                                               | Kanada                                                                       |
| 29. November bis 1. Dezember 2002                                               | St. Petersburg | 500 m          | Fu Tianyu                                                                      | Yang Yang (A)                                                          | Amélie Goulet-Nadon                                                          |
| 29. November bis 1. Dezember 2002                                               | St. Petersburg | 1000 m         | Yang Yang (A)                                                                  | Fu Tianyu                                                              | Cho Ha-ri                                                                    |
| 29. November bis 1. Dezember 2002                                               | St. Petersburg | 1500 m         | Yang Yang (A)                                                                  | Ewgenija Radanowa                                                      | Cho Ha-ri                                                                    |
| 29. November bis 1. Dezember 2002                                               | St. Petersburg | 3000 m         | Cho Ha-ri                                                                      | Ewgenija Radanowa                                                      | Fu Tianyu                                                                    |
| 29. November bis 1. Dezember 2002                                               | St. Petersburg | 3000 m Staffel | Volksrepublik ChinaFu Tianyu Yang Yang (A) Wang Chunlu Wang Meng               | SüdkoreaChoi Eun-kyung Cho Ha-ri Joo Min-jin                           | KanadaAnnie Perreault Alanna Kraus Tania Vicent Amélie Goulet-Nadon          |
| 29. November bis 1. Dezember 2002                                               | St. Petersburg | Team           | Volksrepublik China                                                            | Kanada                                                                 | Südkorea                                                                     |
| 6. bis 8. Dezember 2002                                                         | Bormio         | 500 m          | Amélie Goulet-Nadon                                                            | Alanna Kraus                                                           | Ewgenija Radanowa                                                            |
| 6. bis 8. Dezember 2002                                                         | Bormio         | 1000 m         | Choi Eun-kyung                                                                 | Ewgenija Radanowa                                                      | Kim Min-jee                                                                  |
| 6. bis 8. Dezember 2002                                                         | Bormio         | 1500 m         | Choi Eun-kyung                                                                 | Amélie Goulet-Nadon                                                    | Stéphanie Bouvier                                                            |
| 6. bis 8. Dezember 2002                                                         | Bormio         | 3000 m         | Cho Ha-ri                                                                      | Choi Eun-kyung                                                         | Amélie Goulet-Nadon                                                          |
| 6. bis 8. Dezember 2002                                                         | Bormio         | 3000 m Staffel | SüdkoreaChoi Eun-kyung Cho Ha-ri Joo Min-jin Kim Min-jee                       | KanadaAnnie Perreault Alanna Kraus Amanda Overland Amélie Goulet-Nadon | ItalienMara Zini Evelina Rodigari Cecilia Maffei Marta Capurso               |
| 6. bis 8. Dezember 2002                                                         | Bormio         | Team           | Kanada                                                                         | Südkorea                                                               | Bulgarien                                                                    |
| 17. bis 19. Januar 2003 Shorttrack-Europameisterschaften 2003 in St. Petersburg |                |                |                                                                                |                                                                        |                                                                              |
| 7. bis 9. Februar 2003                                                          | Salt Lake City | 500 m          | Amélie Goulet-Nadon                                                            | Cheng Xiaolei                                                          | Alanna Kraus                                                                 |
| 7. bis 9. Februar 2003                                                          | Salt Lake City | 1000 m         | Wang Wei                                                                       | Amélie Goulet-Nadon                                                    | Tania Vicent                                                                 |
| 7. bis 9. Februar 2003                                                          | Salt Lake City | 1500 m         | Wang Wei                                                                       | Amélie Goulet-Nadon                                                    | Nina Jewtejewa                                                               |
| 7. bis 9. Februar 2003                                                          | Salt Lake City | 3000 m         | Amélie Goulet-Nadon                                                            | Wang Wei                                                               | Cheng Xiaolei                                                                |
| 7. bis 9. Februar 2003                                                          | Salt Lake City | 3000 m Staffel | RusslandMarina Tretjakowa Tatjana Borodulina Nina Jewtejewa Natalja Dmitrijewa | Volksrepublik ChinaWang Wei Cheng Xiaolei Li Wenwen Zhang Ying         | NiederlandeMelanie de Lange Mariella Lootsma Liesbeth Mau Asam Anouk Wiegers |
| 7. bis 9. Februar 2003                                                          | Salt Lake City | Team           | Kanada                                                                         | Volksrepublik China                                                    | Vereinigte Staaten                                                           |
| 14. bis 16. Februar 2003                                                        | Chicoutimi     | 500 m          | Wang Meng                                                                      | Fu Tianyu                                                              | Wang Chunlu                                                                  |
| 14. bis 16. Februar 2003                                                        | Chicoutimi     | 1000 m         | Amélie Goulet-Nadon                                                            | Wang Meng                                                              | Liu Xiao Ying                                                                |
| 14. bis 16. Februar 2003                                                        | Chicoutimi     | 1500 m         | Fu Tianyu                                                                      | Liu Xiao Ying                                                          | Amélie Goulet-Nadon                                                          |
| 14. bis 16. Februar 2003                                                        | Chicoutimi     | 3000 m         | Fu Tianyu                                                                      | Tatjana Borodulina                                                     | Wang Meng                                                                    |
| 14. bis 16. Februar 2003                                                        | Chicoutimi     | 3000 m Staffel | KanadaAmanda Overland Alanna Kraus Tania Vicent Amélie Goulet-Nadon            | Volksrepublik ChinaFu Tianyu Liu Xiao Ying Wang Chunlu Wang Meng       | DeutschlandChristin Priebst Yvonne Kunze Aika Klein Ulrike Lehmann           |
| 14. bis 16. Februar 2003                                                        | Chicoutimi     | Team           | Volksrepublik China                                                            | Kanada                                                                 | Russland                                                                     |
| 15. und 16. März 2003 Shorttrack-Teamweltmeisterschaften 2003 in Sofia          |                |                |                                                                                |                                                                        |                                                                              |
| 21. bis 23. März 2003 Shorttrack-Weltmeisterschaften 2003 in Warschau           |                |                |                                                                                |                                                                        |                                                                              |

### Weltcupstände
| Rang | Name                | Punkte |
| ---- | ------------------- | ------ |
| 1    | Fu Tianyu           |        |
| 2    | Amélie Goulet-Nadon |        |
| 3    | Ewgenija Radanowa   |        |
| 4    | Cho Ha-ri           |        |
| 5    | Choi Eun-kyung      |        |
| 6    | Alanna Kraus        |        |
| 7    | Stéphanie Bouvier   |        |
| 8    | Yvonne Kunze        |        |

| Rang | Name                | Punkte |
| ---- | ------------------- | ------ |
| 1    | Amélie Goulet-Nadon | 195    |
| 2    | Ewgenija Radanowa   | 192    |
| 3    | Alanna Kraus        | 190    |
| 4    | Fu Tianyu           | 183    |
| 5    | Choi Eun-kyung      | 174    |
| 6    | Wang Chunlu         | 167    |
| 7    | Stéphanie Bouvier   | 167    |
| 8    | Yvonne Kunze        | 166    |

| Rang | Name                | Punkte |
| ---- | ------------------- | ------ |
| 1    | Amélie Goulet-Nadon | 191    |
| 2    | Alanna Kraus        | 184    |
| 3    | Ewgenija Radanowa   | 182    |
| 4    | Cho Ha-ri           | 178    |
| 5    | Wang Meng           | 175    |
| 6    | Sarah Lindsay       | 175    |
| 7    | Choi Eun-kyung      | 174    |
| 8    | Marta Capurso       | 174    |

| Rang | Name                | Punkte |
| ---- | ------------------- | ------ |
| 1    | Amélie Goulet-Nadon | 191    |
| 2    | Cho Ha-ri           | 190    |
| 3    | Ewgenija Radanowa   | 189    |
| 4    | Choi Eun-kyung      | 184    |
| 5    | Liu Xiao Ying       | 180    |
| 6    | Fu Tianyu           | 176    |
| 7    | Yvonne Kunze        | 175    |
| 8    | Stéphanie Bouvier   | 169    |

| Rang | Team                | Punkte |
| ---- | ------------------- | ------ |
| 1    | Volksrepublik China | 198    |
| 2    | Südkorea            | 197    |
| 3    | Kanada              | 196    |
| 4    | Deutschland         | 187    |
| 5    | Italien             | 184    |
| 6    | Japan               | 180    |
| 7    | Vereinigte Staaten  | 179    |
| 8    | Niederlande         | 178    |

## Männer

### Weltcup-Übersicht
| Datum                                                                           | Ort            | Disziplin      | Siegerin                                                                                | Zweite                                                                                  | Dritte                                                                 |
| ------------------------------------------------------------------------------- | -------------- | -------------- | --------------------------------------------------------------------------------------- | --------------------------------------------------------------------------------------- | ---------------------------------------------------------------------- |
| 18. bis 20. Oktober 2002                                                        | Chuncheon      | 500 m          | Ahn Hyun-soo                                                                            | Liu Ying Bao                                                                            | Nicola Franceschina                                                    |
| 18. bis 20. Oktober 2002                                                        | Chuncheon      | 1000 m         | Ahn Hyun-soo                                                                            | Yeo Jun-hyung                                                                           | François-Louis Tremblay                                                |
| 18. bis 20. Oktober 2002                                                        | Chuncheon      | 1500 m         | Ahn Hyun-soo                                                                            | Fabio Carta                                                                             | Oh Se-jong                                                             |
| 18. bis 20. Oktober 2002                                                        | Chuncheon      | 3000 m         | Ahn Hyun-soo                                                                            | Oh Se-jong                                                                              | Mathieu Turcotte                                                       |
| 18. bis 20. Oktober 2002                                                        | Chuncheon      | 5000 m Staffel | KanadaJonathan Guilmette Mathieu Turcotte François-Louis Tremblay Jean-François Monette | Volksrepublik ChinaLiu Ying Bao Guo Wei Li Ye Li Haonan                                 | JapanHayato Sueyoshi Takafumi Nishitani Takehiro Kodera Yugo Shinohara |
| 18. bis 20. Oktober 2002                                                        | Chuncheon      | Team           | Südkorea                                                                                | Italien                                                                                 | Kanada                                                                 |
| 25. bis 27. Oktober 2002                                                        | Peking         | 500 m          | François-Louis Tremblay                                                                 | Li Jiajun                                                                               | Song Suk-woo                                                           |
| 25. bis 27. Oktober 2002                                                        | Peking         | 1000 m         | Fabio Carta                                                                             | Lee Seung-jae                                                                           | Nicola Franceschina                                                    |
| 25. bis 27. Oktober 2002                                                        | Peking         | 1500 m         | Fabio Carta                                                                             | Ahn Hyun-soo                                                                            | Lee Seung-jae                                                          |
| 25. bis 27. Oktober 2002                                                        | Peking         | 3000 m         | Lee Seung-jae                                                                           | Ahn Hyun-soo                                                                            | François-Louis Tremblay                                                |
| 25. bis 27. Oktober 2002                                                        | Peking         | 5000 m Staffel | KanadaJonathan Guilmette Mathieu Turcotte François-Louis Tremblay Éric Bédard           | ItalienNicola Franceschina Fabio Carta Michele Antonioli Nicola Rodigari                | JapanHayato Sueyoshi Takafumi Nishitani Takehiro Kodera Satoru Terao   |
| 25. bis 27. Oktober 2002                                                        | Peking         | Team           | Italien                                                                                 | Volksrepublik China                                                                     | Südkorea                                                               |
| 29. November bis 1. Dezember 2002                                               | St. Petersburg | 500 m          | Li Jiajun                                                                               | Jean-François Monette                                                                   | Lee Seung-jae                                                          |
| 29. November bis 1. Dezember 2002                                               | St. Petersburg | 1000 m         | Lee Seung-jae                                                                           | Apolo Anton Ohno                                                                        | Jean-François Monette                                                  |
| 29. November bis 1. Dezember 2002                                               | St. Petersburg | 1500 m         | Apolo Anton Ohno                                                                        | Ahn Hyun-soo                                                                            | Mathieu Turcotte                                                       |
| 29. November bis 1. Dezember 2002                                               | St. Petersburg | 3000 m         | Apolo Anton Ohno                                                                        | Ahn Hyun-soo                                                                            | Lee Seung-jae                                                          |
| 29. November bis 1. Dezember 2002                                               | St. Petersburg | 5000 m Staffel | Volksrepublik ChinaLiu Ying Bao Guo Wei Li Ye Li Jiajun                                 | KanadaJonathan Guilmette Jean-François Monette François-Louis Tremblay Éric Bédard      | SüdkoreaAhn Hyun-soo Lee Seung-jae Oh Se-jong Min Ryoung               |
| 29. November bis 1. Dezember 2002                                               | St. Petersburg | Team           | Volksrepublik China                                                                     | Kanada                                                                                  | Italien                                                                |
| 6. bis 8. Dezember 2002                                                         | Bormio         | 500 m          | Fabio Carta                                                                             | Nicola Rodigari                                                                         | Nicola Franceschina                                                    |
| 6. bis 8. Dezember 2002                                                         | Bormio         | 1000 m         | Apolo Anton Ohno                                                                        | Ahn Hyun-soo                                                                            | Jean-François Monette                                                  |
| 6. bis 8. Dezember 2002                                                         | Bormio         | 1500 m         | Apolo Anton Ohno                                                                        | Jean-François Monette                                                                   | Jonathan Guilmette                                                     |
| 6. bis 8. Dezember 2002                                                         | Bormio         | 3000 m         | Ahn Hyun-soo                                                                            | Apolo Anton Ohno                                                                        | Jean-François Monette                                                  |
| 6. bis 8. Dezember 2002                                                         | Bormio         | 5000 m Staffel | KanadaJonathan Guilmette Mathieu Turcotte François-Louis Tremblay Éric Bédard           | ItalienNicola Franceschina Fabio Carta Michele Antonioli Nicola Rodigari                | DeutschlandArian Nachbar Sebastian Praus André Hartwig Holger Helas    |
| 6. bis 8. Dezember 2002                                                         | Bormio         | Team           | Kanada                                                                                  | Italien                                                                                 | Vereinigte Staaten                                                     |
| 17. bis 19. Januar 2003 Shorttrack-Europameisterschaften 2003 in St. Petersburg |                |                |                                                                                         |                                                                                         |                                                                        |
| 7. bis 9. Februar 2003                                                          | Salt Lake City | 500 m          | Jeffrey Scholten                                                                        | Jean-François Monette                                                                   | François-Louis Tremblay                                                |
| 7. bis 9. Februar 2003                                                          | Salt Lake City | 1000 m         | Apolo Anton Ohno                                                                        | Jeffrey Scholten                                                                        | François-Louis Tremblay                                                |
| 7. bis 9. Februar 2003                                                          | Salt Lake City | 1500 m         | Sui Baoku                                                                               | Jeffrey Scholten                                                                        | François-Louis Tremblay                                                |
| 7. bis 9. Februar 2003                                                          | Salt Lake City | 3000 m         | Apolo Anton Ohno                                                                        | Sui Baoku                                                                               | Jean-François Monette                                                  |
| 7. bis 9. Februar 2003                                                          | Salt Lake City | 5000 m Staffel | KanadaJonathan Guilmette Jean-François Monette François-Louis Tremblay Jeffrey Scholten | Vereinigte StaatenRusty Smith Derek Gray Apolo Anton Ohno Alex Izykowski                | Volksrepublik ChinaLiu Yeran Sui Baoku Wang Baojian Liu Lantian        |
| 7. bis 9. Februar 2003                                                          | Salt Lake City | Team           | Kanada                                                                                  | Vereinigte Staaten                                                                      | Volksrepublik China                                                    |
| 14. bis 16. Februar 2003                                                        | Chicoutimi     | 500 m          | Jonathan Guilmette                                                                      | Apolo Anton Ohno                                                                        | Lee Seung-jae                                                          |
| 14. bis 16. Februar 2003                                                        | Chicoutimi     | 1000 m         | Li Jiajun                                                                               | Lee Seung-jae                                                                           | Apolo Anton Ohno                                                       |
| 14. bis 16. Februar 2003                                                        | Chicoutimi     | 1500 m         | Li Jiajun                                                                               | Apolo Anton Ohno                                                                        | Jonathan Guilmette                                                     |
| 14. bis 16. Februar 2003                                                        | Chicoutimi     | 3000 m         | Jonathan Guilmette                                                                      | Li Jiajun                                                                               | Lee Seung-jae                                                          |
| 14. bis 16. Februar 2003                                                        | Chicoutimi     | 5000 m Staffel | Volksrepublik ChinaLi Haonan Li Jiajun Guo Wei Li Ye                                    | KanadaJonathan Guilmette Jean-François Monette François-Louis Tremblay Jeffrey Scholten | Vereinigte StaatenRusty Smith Misi Toth Apolo Anton Ohno Derek Gray    |
| 14. bis 16. Februar 2003                                                        | Chicoutimi     | Team           | Kanada                                                                                  | Volksrepublik China                                                                     | Vereinigte Staaten                                                     |
| 15. und 16. März 2003 Shorttrack-Teamweltmeisterschaften 2003 in Sofia          |                |                |                                                                                         |                                                                                         |                                                                        |
| 21. bis 23. März 2003 Shorttrack-Weltmeisterschaften 2003 in Warschau           |                |                |                                                                                         |                                                                                         |                                                                        |

### Weltcupstände
| Rang | Name                    | Punkte |
| ---- | ----------------------- | ------ |
| 1    | Apolo Anton Ohno        |        |
| 2    | Ahn Hyun-soo            |        |
| 3    | Fabio Carta             |        |
| 4    | Jean-François Monette   |        |
| 5    | François-Louis Tremblay |        |
| 6    | Nicola Franceschina     |        |
| 7    | Satoru Terao            |        |
| 8    | Sebastian Praus         |        |

| Rang | Name                    | Punkte |
| ---- | ----------------------- | ------ |
| 1    | Jean-François Monette   | 184    |
| 2    | François-Louis Tremblay | 182    |
| 3    | Ahn Hyun-soo            | 179    |
| 4    | Fabio Carta             | 175    |
| 5    | Nicola Franceschina     | 175    |
| 6    | Apolo Anton Ohno        | 172    |
| 7    | Song Suk-woo            | 171    |
| 8    | Takafumi Nishitani      | 165    |

| Rang | Name                    | Punkte |
| ---- | ----------------------- | ------ |
| 1    | Apolo Anton Ohno        | 197    |
| 2    | Jean-François Monette   | 189    |
| 3    | Ahn Hyun-soo            | 188    |
| 4    | François-Louis Tremblay | 182    |
| 5    | Fabio Carta             | 175    |
| 6    | Nicola Franceschina     | 171    |
| 7    | Satoru Terao            | 161    |
| 8    | Nicola Rodigari         | 159    |

| Rang | Name                    | Punkte |
| ---- | ----------------------- | ------ |
| 1    | Fabio Carta             | 193    |
| 2    | Ahn Hyun-soo            | 191    |
| 3    | Apolo Anton Ohno        | 187    |
| 4    | Li Ye                   | 184    |
| 5    | François-Louis Tremblay | 178    |
| 6    | Lee Seung-jae           | 175    |
| 7    | Jean-François Monette   | 174    |
| 8    | Guo Wei                 | 169    |

| Rang | Team                | Punkte |
| ---- | ------------------- | ------ |
| 1    | Kanada              | 200    |
| 2    | Volksrepublik China | 197    |
| 3    | Italien             | 191    |
| 4    | Südkorea            | 189    |
| 5    | Vereinigte Staaten  | 187    |
| 6    | Deutschland         | 186    |
| 7    | Japan               | 183    |
| 8    | Australien          | 179    |